# Sigillum S
I Sigillum S sono un gruppo musicale Italiano di area post-industriale e power electronics, perlopiù caratterizzato dalla loro matrice elettronica e sperimentale, spesso attraversata da sonorità dal sapore etno-antropologico, fondato nel 1985.

## Storia del gruppo

### 1985-1987: i Sigillum S, musica e rituale
I Sigillum S si formarono a Milano il 23 dicembre 1985 dall'incontro di Eraldo Bernocchi, Paolo Bandera e Luca Digiorgio. Fin dall'inizio appare chiara la matrice esoterica della loro musica, con un sound che è una commistione di vari strumenti etnici, elettronica e chitarre sintetiche.
Gia nel 1986 uscì come autoproduzione il loro primo album su cassetta dal titolo omonimo, che portò poi alla prima produzione per l'etichetta inglese Broken Flag di proprietà di Gary Mundy dei Ramleh. L'album, sempre pubblicato su nastro, si intitolava Trance Flexure e presentava una serie di ambientazioni fatte si sonorità sospese e ritmiche tribali che facevano da sottofondo alla voce distorta e declamatoria. È poi sempre del 1986 il loro terzo album dal titolo Hhhard, in cui si sentono più presenti ambientazioni di ispirazione cosmica ed ambientale che evolvono spesso verso distorte sonorità power electronics.
Nel 1987 i Sigillum S danno alle stampe il loro quarto album autoprodotto dal titolo Bardo Thos-Grol (poi ristampato da varie etichette: Unclean Production 1991, Verba Corrige 2010), concepito come sonorizzazione del Libro tibetano dei morti, in cui vi è un uso massiccio di strumenti etnici del Tibet e del Nepal, che fanno da sottofondo alle costruzioni ritualistico-ambientali. È con questo album che i Sigillum S chiudono il loro primo periodo musicale fortemente legato a tematiche strettamente esoteriche, per attraversare poi altre sonorità e tematiche.

### 1988-1992: Da De Sade alla neo psichedelia elettroacustica
Nel 1988 i Sigillum S pubblicano per la milanese ADN il loro elogio al Marchese de Sade, dal titolo Boudoir Philosophy ed ispirato al testo La filosofia nel boudoir.
È invece del 1992 Helix Parasites, un tentativo di ricerca neo-psichedelica all'interno di sonorità elettroniche ed elettroacustiche.
Nelle loro performance hanno un ruolo molto importante apparati visuali e testi.
Nel corso degli anni si sono esibiti dal vivo nell'ambito di svariate rassegne e festival di musica elettronica, portando in scena spettacoli sempre più perfezionati davanti al pubblico di tutta Europa. In Italia rilevante la partecipazione a Decadenze-a-dissonanze (Milano, 1988) e Arteria Sonora (Savona, 1994).

## Componenti del Gruppo
- Eraldo Bernocchi
- Paolo Bandera
- Bruno Dorella

## Discografia

### Cassette
- 1986 - Hhhard (autoprodotto)
- 1986 - Sigillum S (autoprodotto)
- 1986 - Trance Flexure (Broken Flag)
- 1987 - Bardo Thos-Grol (autoprodotto)
- 1987 - Live At Helter Skelter 17/1/87 (autoprodotto)
- 1987 - Live At Immaginazione 14.11.1987 (autoprodotto)
- 1987 - Live At Immaginazione 30.5.1987 (autoprodotto)
- 1987 - Of Will / The Death Of All Fanatics (Infektion Prod)
- 1988 - Klimax Axis (Misty Circles)
- 1989 - Studs And Divinity (Minus Habens records)
- 1989 - Untitled (Cthulhu Records ristampato da Old Europa Cafe e Misty Circles in LP)
- 1991 - Es Database Chronology (Minus Habens records)
- 2016 - Demonology (Verba Corrige)
- 2021 - Coalescence Of Time: Other Conjectures On Future (Hospital Productions, ristampato da Subsound Records nel 2022 in CD e LP)

### Album CD - LP
- 1988 - Boudoir Philosophy (LP album, ADN)
- 1990 - Hallucinated Moisture Of Synaptic Slaughterhouse (LP album, Minus Habens records)
- 1991 - Dispersion: Sliced Carrions And Pixel Handcuffs (CD album, Minus Habens records)
- 1992 - Bedscanner Philosophy: An Updated Boudoir Mode (CD album, Minus Habens records)
- 1992 - Cybertantrick Quantum Leaps (CD album, Artware Production)
- 1992 - Helix Parasites (CD album, Minus Habens records)
- 1992 - Heteromorphonicks (CD, Unclean Production)
- 1994 - Live Assault (CD album, Verba Corrige)
- 1994 - Malattia: Hallucinated Moisture Of Synaptic Slaughterhouse / Mutilated Terrorism (CD album, Verba Corrige)
- 1995 - Malattia: Dispersion: Slice Carrions And Pixel Handcuffs (CD, Verba Corrige)
- 1999 - Abstraction (CD album, Daft Records)
- 1999 - Private 8788 (CDr, Blade Records)
- 2007 - 23/20 (CD, LPx2, Verba Corrige)
- 2009 - Wroclaw 071111 (CD, Verba Corrige)
- 2016 - Iron Catastrophe Spectators (CD, Verba Corrige)
- 2016 - Astronomic Horror (LP, Verba Corrige)
- 2018 - The Irresistible Art Of Space Colonization And Its Mutation Implications (CD, LP, Transmutation Ltd)

### Album EP
- 1992 - Atom! (CD, Unclean Production)
- 1998 - Five Forecasts EP (CDr - autoprodotto)
- 2008 - Organic Skyscrapers & Occult Wastelands (10" - Diophantine Discs)

### 7"
- 1988 - Throat Drummed Mutilation (7" S/Side EP - autoprodotto)
- 1990 - Terror Auto-Obstetrics (AWB Recording)
- 1993 - Future Eros Channels (AWB Recording)
- 2020 - Emptiness Spheres (Luce Sia)

### 12"
- 1989 - Mutilated Terrorism (Minus Habens records)
- 1998 - Tidal Surface Tension (Old Europa Cafe)
- 2013 - Glamour & Decadence Across Galaxies (Verba Corrige)
- 2018 - Heretic Bodies From A Microbial Gospel (Private Edition)

### Video
- 1991 - Order Of The Gash: Hyperlive (VHS, Minus Habens records)
- 1992 - Autosymbolistick Configuration (VHS, Minus Habens records)